# Eugène Berloz
Eugène Berloz, né le 25 février 1853 à Huy est mort 20 janvier 1937 à Morlanwelz, est un instituteur et un homme politique belge socialiste.

## Biographie
Eugène Berloz, né le 25 février 1853 à Huy, est le fils de Nicolas Berloz et de Marie Louise Pinet. En 1852, il épouse Victoire Mononen en 1852 qui lui donne trois fils.
Eugène Berloz effectue ses études supérieures à l’École normale de l’État de sa ville natale.
En 1873, il commence sa carrière professionnelle comme instituteur à l’école du Val-Saint-Lambert à Seraing et enseigne ensuite à Morlanwelz à l'école communale en 1880 et à l'École industrielle (1881-1894).
En 1893, il est cofondateur de la Fédération d’arrondissement du Parti ouvrier belge (POB) de Thuin. À partir de 1894, il est élu député de l'arrondissement de Thuin.à la Chambre des représentants dans les rangs des socialistes. Il occupe ce mandat jusqu'en 1932 et est nommé vice-président de la Chambre.
Au niveau local, il est élu conseiller communal à Morlanwelz en 1895. Il devient échevin en 1917. De juillet 1921 à 1932, il est bourgmestre de Morlanwelz.
Berloz est un libre penseur et a pris la défense du corps enseignant et l'école officielle.
Á la suite de son décès le 20 janvier 1937, il reçoit des funérailles religieuses à Morlanwelz.